# 須賀ケイ
須賀 ケイ（すが ケイ、1990年 - ）は、日本の小説家。京都府長岡京市出身・在住。

## 経歴
龍谷大学卒業。2018年、投稿作「わるもん」で第42回すばる文学賞を受賞しデビューした。
龍谷大学在学中はバスケットボールに打ち込んでいた。製造会社に勤務している。小説を書き始めたのは大学2年生の時である。
2017年の第41回すばる文学賞最終選考にも作品「蝶を追う」が残っていた。堀江敏幸との対談で、「わるもん」は「蝶を追う」とは作風を大いに変えたと語っている。ほか、2017年に第14回ミステリーズ!新人賞に「シュレーディンガーの描像」を投じている。

## 作品リスト

### 単行本
- 『わるもん』（集英社、2019年2月5日、ISBN 978-4087711776）
初出：『すばる』2018年11月号

### 単行本未収録作品
小説
- 「鳥侯爵と梔子の午後」 - 『すばる』2019年5月号
- 「太陽ふたつ、塔ひとつ」 - 『すばる』2020年1月号
- 「君の世界にぼくが生きられるなら」 - 『すばる』2021年9月号
- 「木の匙」 - 『群像』2021年11月号
- 「蝶を追う」 - 『群像』2022年11月号

エッセイ等
- 「執筆場所と失われた四季」 - 『群像』2019年4月号
- 「湖国のレイクレーサーと男女混合戦」 - 『すばる』2022年8月号
- 「読書日記」 - 『すばる』2022年10月号-12月号

その他
- 「受賞対談 二度三度読むうちに、チューニングが合ってくる気持ちよさ」(堀江敏幸と) - 『青春と読書』2019年2月号（集英社）
- 「Interview」 - 『LEAF』2019年5月号（山口新聞舗）